# Protogene Veronesi
Protogene Veronesi (ur. 19 lutego 1920 w Bolonii, zm. 23 sierpnia 1990 tamże) – włoski polityk i fizyk, senator, poseł do Parlamentu Europejskiego I kadencji.

## Życiorys
W 1942 ukończył studia fizyczne na Uniwersytecie Bolońskim. Podczas II wojny światowej początkowo powołany do wojska, następnie działał w partyzantce i był uwięziony w obozie koncentracyjnym. Po wojnie został pracownikiem naukowym macierzystej uczelni, dochodząc do stanowiska profesora fizyki ogólnej. Specjalizował się w tematyce radioaktywności, został dyrektorem bolońskiego Istituto nazionale di fisica nucleare (INFN). Opublikował prace naukowe, a także jeden tom poezji pisanej w lokalnym dialekcie bolońskim.
Zaangażował się w działalność polityczną w ramach Włoskiej Partii Komunistycznej, był radnym miejskim Bolonii. W 1972 i 1976 wybierano go do Senatu. Od 1973 do 1984 był posłem do Parlamentu Europejskiego (w 1979 wybrano go w wyborach powszechnych), gdzie przystąpił do Grupy Sojuszu Komunistycznego.
Jego córka Zoia także zaangażowała się w działalność partii komunistycznej.